# Paul G. Comba
Paul G. Comba (* 1926 in Tunis; † 5. April 2017) war ein italo-amerikanischer Astronom. Er entdeckte 682 Asteroiden und nahm damit (Stand 2017) Platz 27 in der Liste der Asteroidenentdecker ein.
Im Alter von 20 Jahren ging er 1946 mit einem Stipendium an das California Institute of Technology, wo er 1951 in Mathematik bei Frederic Bohnenblust promovierte. Nach seiner Promotion lehrte er Mathematik an der Universität von Hawaiʻi bis 1960. Danach wechselte er als Softwareentwickler zur IBM. Er entwickelte ein Computerprogramm für die nach ihm benannte Comba-Multiplikation und erhielt 2003 den Leslie C. Peltier-Preis für seine Verdienste um die Astronomie. Danach leitete er bis Ende 2009 das Prescott-Observatorium in Arizona.
Er ist der Verfasser des Astronomical League's Asteroid Club Observing Guide, und Mitglied des Prescott Astronomy Club.
Der Asteroid (7636) Comba wurde nach ihm benannt.